# Françafrique
Françafrique由法國（France）與非洲（Afrique）兩字組成，是指法國與前非洲殖民地的關係，有時延伸到前比利時的非洲殖民地。象牙海岸總統費利克斯·烏弗埃-博瓦尼在提到該國的經濟增長和政治穩定時積極使用了這一用語。然而，今天這個詞有時被用來批評法國與其前非洲殖民地之間的新殖民主義關係。
批評者聲稱，法國已成為其前非洲殖民地的守護者，從而保護其政治和經濟利益，並在非洲大陸上成立“後院”，利用那些遭受政治和體制弱點，內戰和伊斯蘭恐怖主義等禍害的國家。
二戰後雖然很多法國非洲殖民地紛紛獨立但仍和法國保持密切關係，這種密切關係使法國仍可在非洲保持強大的影響力，那些國家亦被認為有助於經濟和工業進步。
但這字在非洲被認為是政治和經濟上層的秘密犯罪。
今天法國在非洲的影響力面臨中國的挑戰，中國正在非洲大陸制定雙贏戰略，這引起了非洲國家的極大興趣，其中一些國家與中國和其他新興國家簽署了軍事和經濟問題的合作協定。在這一戰略下，中國在有利的金融條件下向非洲國家投資基礎設施，以換取原材料的獲取，目的是提高這些國家人民的生活品質。通過這一戰略，中國希望非洲國家能夠獲得足夠的穩定，以便這些國家產生一個強大的中產階級，成為中國產品的市場。